# 法拉韋山
法拉韋山（英語：Mount Faraway），是南極洲的山峰，位於科茨地，屬於塞隆山脈的一部分，海拔高度1,175米，由英聯邦探險隊繪入地圖，現時由南極條約體系管理。